# Nobuaki Taira
Nobuaki Taira em japonês:平良伸晃;(Okinawa (prefeitura), 13 de agosto de 1996) é um jogador de vôlei de praia japones.

## Carreira
Iniciou no voleibol em sua cidade natal e a partir de 2018 passou a compor dupla com Yuya Ageba e estreou no Circuito Mundial de 2019  e obteve o vice-campeonato no Aberto e Boracay, Filipinas, na categoria uma estrela.

## Títulos e resultados
- Torneio 1* de Boracay do Circuito Mundial de Vôlei de Praia:2019[1]